# Carl Kaiserling
Johann Carl Kaiserling (ur. 3 lutego 1869 w Kassel-Wehlheiden, zm. 20 czerwca 1942 w Berlinie) – niemiecki lekarz patolog. 

## Życiorys
Studiował medycynę na Uniwersytecie Ludwika i Maksymiliana w Monachium, Uniwersytecie Chrystiana Albrechta w Kilonii oraz Uniwersytecie Fryderyka Wilhelma w Berlinie; doktorem medycyny został w 1893 roku. W 1902 został privatdozentem na Uniwersytecie Fryderyka Wilhelma w Berlinie, a w latach 1912–1913 był profesorem nadzwyczajnym anatomii patologicznej na tej uczelni. Od 1912 wykładał patologię ogólną i anatomię patologiczną na Uniwersytecie Albrechta Królewcu. Zmarł 20 czerwca 1942 roku w Berlinie.
Jego syn, Helmut Kaiserling (1906–1989), również był patologiem.

## Dorobek naukowy
Był pionierem mikrofotografii. Od jego nazwiska pochodzi nazwa płynu Kaiserlinga, używanego niegdyś do utrwalania preparatów mikroskopowych.
Jego uczniami byli Christeller, Fursenko, Knuth, Kasarinoff, Krauspe, Kurtzahn, Laubmann, Nishimura, Munk, Orgler, Panning, Rauch,  Toeppich.

## Wybrane prace
- Ueber den Einfluss der gebräuchlichen Conservirungs-und Fixationsmethoden auf die Grössenverhältnisse thierischer Zellen[5] (1893)
- Weitere Mittheilungen über die Herstellung möglichst naturgetreuer Sammlungspräparate[6] (1897)
- Praktikum der wissenschaftlichen Photographie. Verlag von Gustav Schmidt, 1898
- Ueber das Auftreten von Myelin in Zellen und seine Beziehung zur Fettmetamorphose[7] (1902)
- Lehrbuch der Mikrophotographie nebst Bemerkungen über Vergrösserung und Projektion. G. Schmidt, 1903
- Die mikrophotographischen Apparate und ihre Handhabung. Microcosmos, 1920